# Лав Катански
Свети Лав (маја 703. или 709. – 20. фебруар 789.) је био епископ катански. Под вулканском планином Етном, у граду Катани, би Лав свети добрим пастиром и милосрдним наставником људи. Велико попечење имаше око болесних и сиромашних. И ревност његова за веру би онако исто велика као и милосрђе његово према невољним. Појави се у том граду неки мађионичар Илиодор, који опсењиваше народ разним маштаријама, и веома развраћаше младеж. Једном за време Божје службе уђе у храм Божји и поче своје опсенарије. Свети Лав приђе к њему, веза га једним крајем омофора и одведе на тржиште градско. Ту нареди да се наложи велика ватра, и кад се ватра разгори, он стаде посред огња и увуче у њ и Илиодора. Илиодор сав изгори, а Лав оста жив и нетакнут. Постидеше се од тога сви они који беху залуђени Илиодором и који гледаху у њему неко божанство. А милосрдни и ревносни Лав прочу се по целоме царству као велики чудотворац, који својим светлим чудесима помаже људима. Када сконча свој ток, пресели се душом ка Господу, а из његових мошти потече целебно миро. Скончао у VIII веку.
Српска православна црква слави га 20. фебруара по црквеном, а 5. марта по грегоријанском календару.